# Pero fraterna
Pero fraterna är en fjärilsart som beskrevs av W. Warren 1907. Pero fraterna ingår i släktet Pero och familjen mätare. Inga underarter finns listade i Catalogue of Life.